# Der Mann, der niemals lachte
Der Mann, der niemals lachte ist eine 1956 entstandene, US-amerikanische Filmbiografie über den berühmten Stummfilmkomiker Buster Keaton. Beträchtliche Anteile dieses Films sind allerdings reine Fiktion. Unter der Regie von Sidney Sheldon spielte Donald O’Connor die Titelrolle.

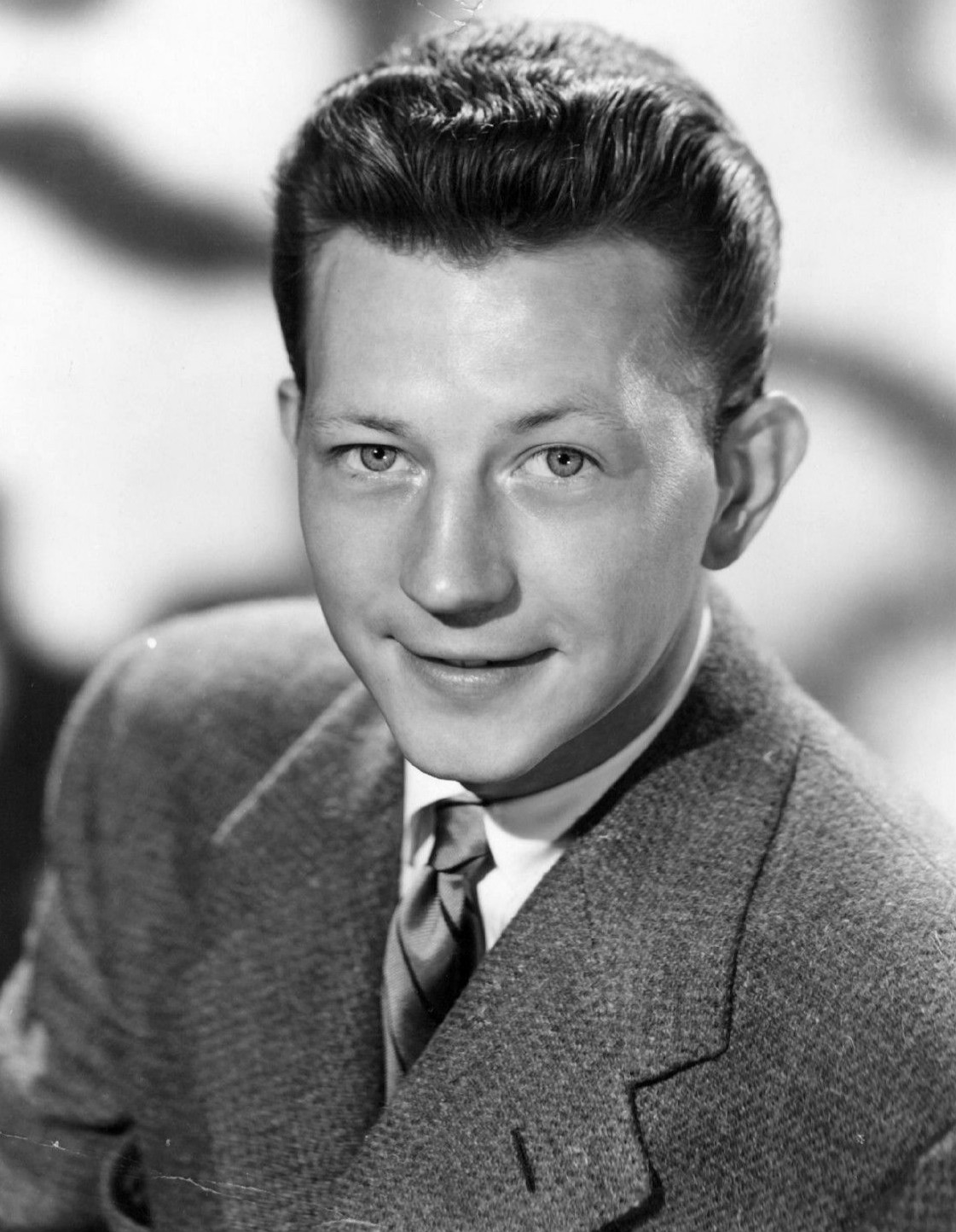
Donald O’Connor spielt Keaton

## Handlung
Buster Keaton, den man wegen seiner durchgehenden ernsten Miene in seinen Stummfilmen, seinem Markenzeichen, oftmals als „der Mann, der niemals lachte“ bezeichnete, wurde in eine Familie umherreisender Varietékünstler hineingeboren. Schon früh, kurz nach der Jahrhundertwende, bauen die Artisten und Entertainer Joe und Myra ihren Sohn Buster in ihre Vaudeville-Auftritte ein. Man nennt sich nunmehr „The Three Keatons“. Noch während des Ersten Weltkriegs beschließt Buster, die kleine Schaustellertruppe seiner sich abmühenden Eltern zu verlassen und sein Glück in Hollywood zu versuchen. Buster geht zu den Famous Studios und schleicht sich auf das Filmatelierareal, wo er versucht, dem Regisseur Kurt Bergner seine komödiantischen Fähigkeiten unter Beweis zu stellen. Obwohl Bergner den clownesken Komödianten nur verspottet, erkennt Gloria Brent, die Besetzungschefin, Busters Talent und überredet Larry Winters, den Studioboss, dem jungen Mann eine Chance zu geben. Buster hat gleich zu Beginn umwerfenden Erfolg, obwohl er in seinem ersten Film nur eine kleine Rolle erhält. Anschließend erhält Keaton einen Studiovertrag angeboten, den er aber erst unterschreiben will, wenn er bei diesen Produktionen auch Regie führen darf.
Larry Winter beugt sich widerwillig Busters Forderung, und auf der anschließenden Feier lädt Buster Peggy Courtney, den intriganten Studio-Star, zum Essen ein. Nachdem sie sich über seine bescheidenen Tischmanieren lustig gemacht hat, zerrt der Newcomer Keaton Peggy aus dem Lokal und geht anschließend lieber mit der freundlichen Gloria zum Abendessen in eine Bar. Dort erzählt er ihr von seinem Leben als Vaudeville-Artist, wie er einst seine Karriere begann, als er erst drei Tage alt war und seitdem eine ziemlich karge und entbehrungsreiche Jugend ohne Schule und Bildung erleben musste. Keatons Karriereweg zeigt steil nach oben, im Laufe der 1920er Jahre feiert er einen Filmerfolg nach dem anderen. Nun endlich zu Geld gekommen, erwirbt Buster ein bombastisches 32-Zimmer-Herrenhaus in Hollywood. Als Gloria erfahren muss, dass der Starkomiker das Palais eigentlich für Peggy gekauft hat, ist sie tieftraurig. Er wiederum ist am Boden zerstört, dass die angebetete Peggy sich nicht im mindesten für ihn interessiert, sondern eher nach einem Mann von Adel und mit Titel Ausschau hält. Den findet sie in einem ominösen Herzog Alexander Michael David. Die beiden verloben sich, und Buster Keaton konzentriert sich nun ganz auf seine Filmtätigkeit.
Trotz des beispiellosen Erfolgs als Comedystar bleibt Buster aufgrund dieser persönlichen Erfahrungen ein unglücklicher und trauriger Mensch. Er fängt an zu trinken. Er verlangt nunmehr eine Gewinnbeteiligung bei seinem nächsten Film und nimmt auf seine Villa Hypotheken auf, um sich zu 50 Prozent an den Produktionskosten des Kinoprojekts „The Gambler“ (Der Spieler) beteiligen zu können. Dieser Film wird ein großer Reinfall, denn am selben Abend des Jahres 1927 feiert der offiziell erste Tonfilm Der Jazzsänger seine Welturaufführung.  Buster ist finanziell ruiniert und gezwungen, sich den Studiobedingungen zu unterwerfen, und einen Tonfilmversuch unter der Regie des unbeliebten Kurt Bergner zu unternehmen. Bergner ist jedoch ganz fixiert auf das gesprochene Wort, während Busters bisherige Erfolge komplett auf die Mimik und seine Körpersprache beruhte. Diese Zusammenarbeit wird erwartungsgemäß eine Katastrophe, der Film ein Flop. Und wieder ertränkt der geniale aber sich unverstanden fühlende Komiker seinen Frust in Alkohol.

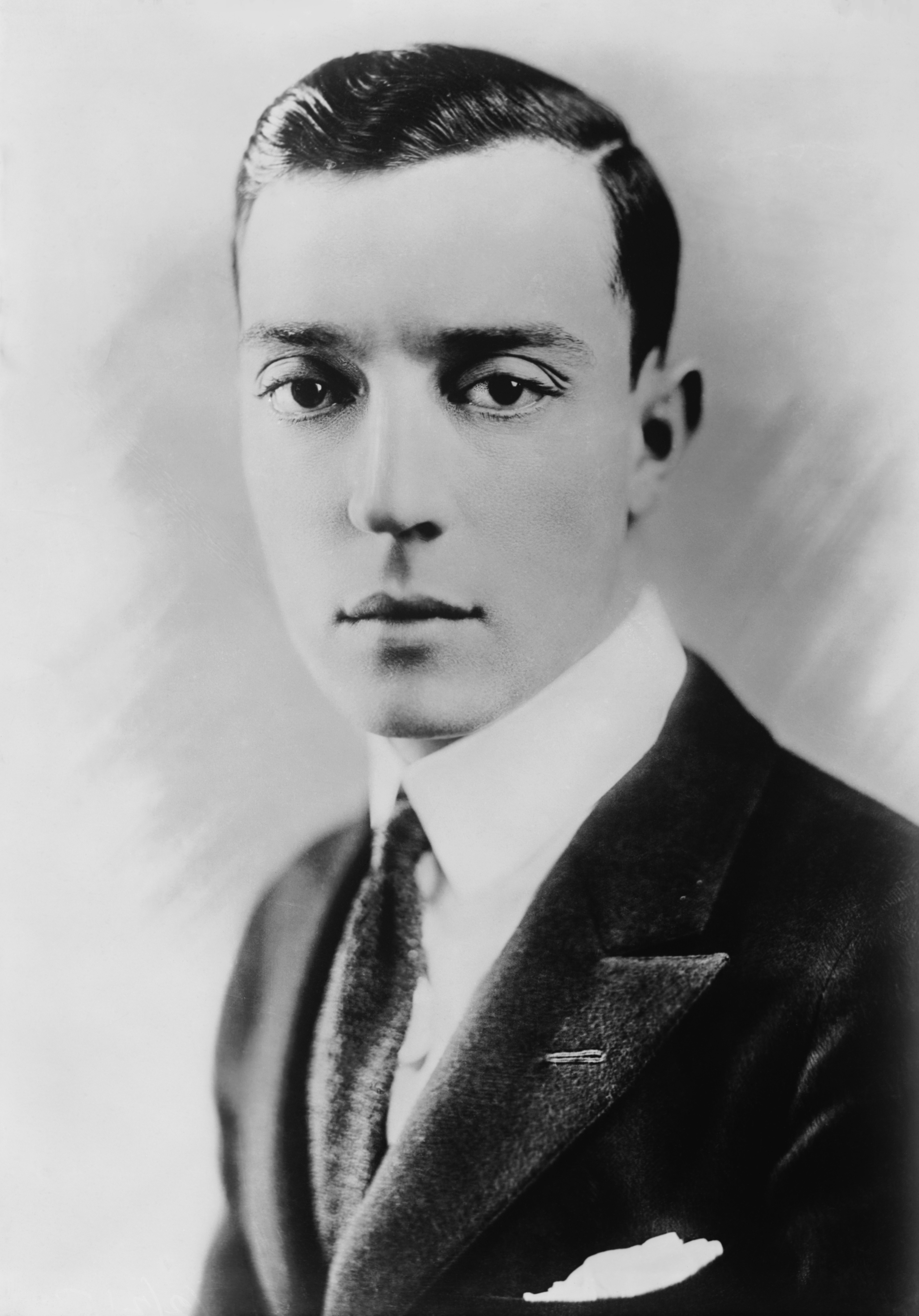
Der junge Buster Keaton

In der Zwischenzeit ist Gloria von einer Europareise, auf der sie ihre unerwiderte Liebe zu Buster zu vergessen suchte, zurückgekehrt und verlobt sich mit Tom McAfee, dem Juristen der Produktionsfirma. An ihrem Hochzeitstag lässt Gloria Tom allerdings stehen, um den betrunkenen Buster aus dem Gefängnis herauszuholen. Am nächsten Morgen wird Keaton, der unter einem schrecklichen Kater leidet, darüber informiert, dass er und Gloria verheiratet sind. Es stimmt tatsächlich, doch unternahm Gloria diesen Schritt nur, um den zu diesem Zeitpunkt offensichtlich weggetretenen Buster vor weiteren Selbstzerstörungstrips zu bewahren. Doch die Keaton innewohnenden Dämonen kann auch Gloria nicht mehr zähmen. Buster Keaton wird nun kaum mehr beschäftigt, und bereits zu Beginn der 1930er Jahre ist er ein in der Branche weitgehend vergessener Mann. Man lebt von Glorias nicht eben üppigen Ersparnissen. Buster muss nun jede Gelegenheit, Geld verdienen zu können, am Schopf ergreifen und erklärt sich zunächst bereit, eine kleine Rolle in einer Produktion von Famous Studios zu übernehmen. Doch dann entdeckt er ein Foto von sich aus besseren Tagen, und sein Stolz verbietet ihm, sich, wie er glaubt, „unter Wert“ zu verkaufen.
Und wieder schleppt sich Keaton, anstatt vor die Kamera, gleich wieder in die nächste Bar. Sein Absturz in die von Trunksucht bestimmte Bedeutungslosigkeit scheint unaufhaltsam, und Gloria zieht daraufhin die Reißleine und verlässt Buster, der sich auch nicht wirklich helfen lassen will. Keaton ist gezwungen, sein riesiges Anwesen zu verkaufen. Er sieht erst jetzt, was er an Gloria hatte, und bittet sie, zu ihm zurückzukommen. Er werde aufhören zu trinken und wolle zu seinen Wurzeln, dem Bühnen-Varieté der Vaudeville-Shows zurückkehren, denn die Leute zum Lachen zubringen … dies sei seine wahre Berufung. Gloria will jedoch erst abwarten, ob sich ihr Mann an sein Versprechen hält. Heimlich reist sie Buster nach und wartet hinter der Theaterbühne auf ihn. Keaton will seine Frau unbedingt in seinen Comedy-Act einbauen, am besten unter dem Signum „The Two Keatons“. Gloria lächelt ihn milde an, zeigt drei Finger in die Höhe und meint, es müsse doch wohl demnächst wieder „The Three Keatons“ heißen. Sie und Buster werden Eltern.

## Produktionsnotizen
Der Mann, der niemals lachte entstand zwischen dem 25. Juni und dem 8. August 1956 und wurde am 21. April 1957 uraufgeführt. Die deutsche Premiere erfolgte am 25. April 1958.
Die Filmbauten stammen von Hal Pereira und Carl Anderson, die Ausstattung lag in den Händen von Sam Comer. Edith Head gestaltete die Kostüme. Wally Westmore war Maskenbildner. Die visuellen Spezialeffekte entstanden durch John P. Fulton.
Buster Keaton wurde laut Abspann als technischer Berater geführt. Er erhielt für die Rechte an der Verfilmung seiner Lebensgeschichte 50.000 Dollar. Der Film ist allerdings in vielen Punkten fiktiv, so hatte der dreimal verheiratete Keaton nie eine Ehefrau namens Gloria Brent und machte keinen Film namens  „The Gambler“. Der dargestellte Karriereverlauf – große Erfolge und ein aufwendiger Lebensstil in den 1920er-Jahren, dann der Absturz des Erfolges und Alkoholprobleme, schließlich ein gewisses Comeback – trifft hingegen zumindest grob zu.

## Kritiken
In der New York Times konnte man am 22. April 1957 Folgendes lesen: „Die einfallsreiche Slapstick-Komödie, die die Sorgen einer früheren Generation lindert, zeigt keine Anzeichen von Verschleiß in ‚The Buster Keaton Story‘ ... Aber die zugegebenermaßen ‚frei fiktionalisierten‘ Facetten der Karriere eines der Comic-Titanen der Stummfilm-Ära, in die diese wahrhaft lustigen Nummern eingestreut wurden, sind offensichtlich so veraltet wie ein Schmachtfetzen von 1910. (…) Wie der steingesichtige Clown … flitzt, stolpert, fällt und nachahmt sich Mr. O’Connor seinen Weg durch ein halbes Dutzend Kabinettstückchen, die Mr. Keatons Arbeit ausmacht. (…) Unter seinen Hauptdarstellerinnen ist Rhonda Fleming lediglich dekorativ als opportunistische Filmkönigin, und Ann Blyth ist süß, hübsch und ziemlich unwahrscheinlich als seine anbetende, wahrhaft beständige Begleiterin. Peter Lorre ist kompetent als Regisseur, der sich seinen Ideen widersetzt, und Larry Keating porträtiert seinen mitfühlenden Studio-Chef angemessen.“
Der Spiegel nannte den Film in seiner Ausgabe von 18. Mai 1958 „Eine anekdotengeschwängerte Reverenz vor dem pantomimischen Ulk“ Keatons und schrieb weiter: „In diesem nach schlichter Kolportage-Manier gedrehten Film entledigt sich der Schauspieler Donald O’Connor mit einigem Geschick der ungewöhnlichen Aufgabe, nicht nur zu biographischen Zwecken in die Maske seines älteren Kollegen zu schlüpfen, sondern obendrein auch Szenen aus dessen erfolgreicheren Stummfilmen originalgetreu nachzuspielen. Buster Keaton fungierte laut Vorgespann als technischer Berater des Unternehmens; ihm gelang der enttäuschende Beweis, daß das Medium Tonfilm ihm heute noch ebenso fremd ist, wie zu jener Zeit, als er wegen dieses Mangels an Anpassungsfähigkeit in Hollywood abtreten musste.“
Im Lexikon des internationalen Films heißt es: „Bemühte, aber kaum angemessene Biografie über Aufstieg und Versagen des berühmten Stummfilmkomikers Buster Keaton (1895-1966), der angeblich als technischer Berater mitgewirkt hat. Ausschnitte aus Keatons Klassikern sind geschickt nachinszeniert und eingeflochten.“
Leonard Maltins Movie & Video Guide verortete hier „wenig Komödie in der Geschichte über einen großen Komödianten“ und konstatierte außerdem: „Schwache Fiktion ignoriert die Fakten des großen Stummfilmstars Buster Keaton und schafft sich seine eigene Geschichte“.
Halliwell’s Film Guide charakterisierte den Film wie folgt: „Eine interessante Wiederherstellung vom Hollywood der 1920er und 1930er Jahre ist der Hauptaktivposten in dieser ansonsten trostlosen Ehrbezeugung gegenüber dem Mann, dessen Größe der Star (Anm.: gemeint ist O’Connor) nicht zu zeigen vermag, abgesehen von einigen akrobatischen Momenten.“